# Metabolism

Översikt av citronsyracykeln, klicka för att se mer detaljer.

Metabolism, även kallat ämnesomsättning, är ett sammanfattande namn på de processer där näringsämnen och läkemedel tas upp, omvandlas, bryts ner i kroppen, omsätts till energi och/eller avlägsnas ur kroppen. Här ingår ett mycket stort antal kemiska reaktioner. Dessa processer utgör grundvalen för själva livet. De gör det möjligt för cellerna att växa och föröka sig, att underhålla de strukturer som cellerna är uppbyggda av och att anpassa sig till förändringar i deras livsmiljö.  
Metabolismen styrs av flera överordnade och samordnade organsystem och processer. Sköldkörteln bildar ämnesomsättningshormonerna tyroxin och trijodtyronin vilka reglerar ämnesomsättningens hastighet. Näringsämnena måste spjälkas loss från födan för att kunna upptas av blodet, vilket sker i matspjälkningen, varefter ämnena cirkulerar i blodomloppet tills de når målcellerna. Hjärt- och kärlsystemet självt förser cellerna dels med ämnesomsättningshormoner, dels med syre. Via utsöndringen och mag- och tarmsystemet lämnar slaggprodukter kroppen och ämnen absorberas. 
Många av ämnesomsättningens kemiska reaktioner samverkar i välorganiserade kedjor, där en molekyl modifieras i flera steg från en form till en annan, med ett specifikt enzym för varje steg. Enzymerna är centrala för dessa processer, för de gör det möjligt för cellen att utföra termodynamiskt ofördelaktiga processer genom att dessa processer kopplas till processer som är termodynamiskt fördelaktiga. Detta kallas intermediär metabolism. Enzymerna gör också att cellen kan reglera processerna, det vill säga styra hur stor mängd molekyler som förändras, så att olika mängder produceras när förhållandena i omgivningen förändras. 
Processerna delas in i två typer:
- Katabolism, sönderdelning av molekyler för att utvinna energi och byggstenar till andra processer. Ett exempel på detta är cellandning. Ett annat är den matsmältning som sker redan i munhålan och huvudsakligen består av mekanisk och kemisk bearbetning. När maten har processats och näringsämnena har brutits ner från stora molekyler till mindre tas de upp i blodet och transporteras ut till cellerna, antingen för att brytas ner ytterligare och/eller användas av anabolismen. Oanvändbara ämnen kan antingen passera rakt igenom matsmältningskanalen eller utsöndras ur kroppen genom särskilda utsöndringssystem, till exempel njurar och svettkörtlar.

- Anabolism, uppbyggnad av stora molekyler, till exempel proteiner och aminosyror genom sammansättning av flera mindre molekyler. Den tar vid när näringsämnena har brutits ner till hanterbara molekyler.

Levern är viktig i ämnesomsättningen och både producerar enzymer och hanterar ämnen på cellnivå. Här omvandlas för kroppen svårhanterbara ämnen till något användbart eller något som är mera lättlösligt och därmed lättare att bli av med. (Dessa processer kan gå fel, till exempel nedbrytning av alkohol där etanol blir ättiksyra, naturligt förekommande i kroppen, metanol blir i samma process myrsyra som är mycket giftigt.)
Inom farmakokinetik används termen metabolism i betydelsen omvandling av läkemedel i kroppen. Där innebär exempelvis begreppet förstapassagemetabolism att ett läkemedel som intas via munnen förändras innan det når blodomloppet, och begreppet fas II-metabolism att kroppen konjugerar ämnet med någon syra, till exempel fosfat eller glukuronsyra, så att det därigenom blir mer lättlösligt.
Vad kroppen upplever som näring respektive gift beror på vilka processer den har tillgång till i sitt metaboliska system. En del prokaryoter lever på vätesulfid och utvinner sin energi ur den. Men för alla djur är vätesulfid ett gift. Metabolismens snabbhet påverkar starkt hur mycket näring cellen behöver. 
Ett slående förhållande med metabolismen är att det finns så stora likheter mellan olika organismer som inte alls är närbesläktade. Så har man till exempel funnit samma karboxylsyror både i bakterien Escherichia coli och i elefantens alla celler. Dessa likheter beror troligen på att processerna fanns i en gemensam förfader i evolutionshistorien. 
De ämnen som metaboliserats utsöndras via njurarna i urinen. Fettlösliga ämnen (steroider) utsöndras via gallan. Ibland kan dessa tas upp av tarmarna nedanför gallblåsan och åter transporteras till levern i det så kallade enterohepatiska kretsloppet.

## De viktigaste biologiska molekylerna

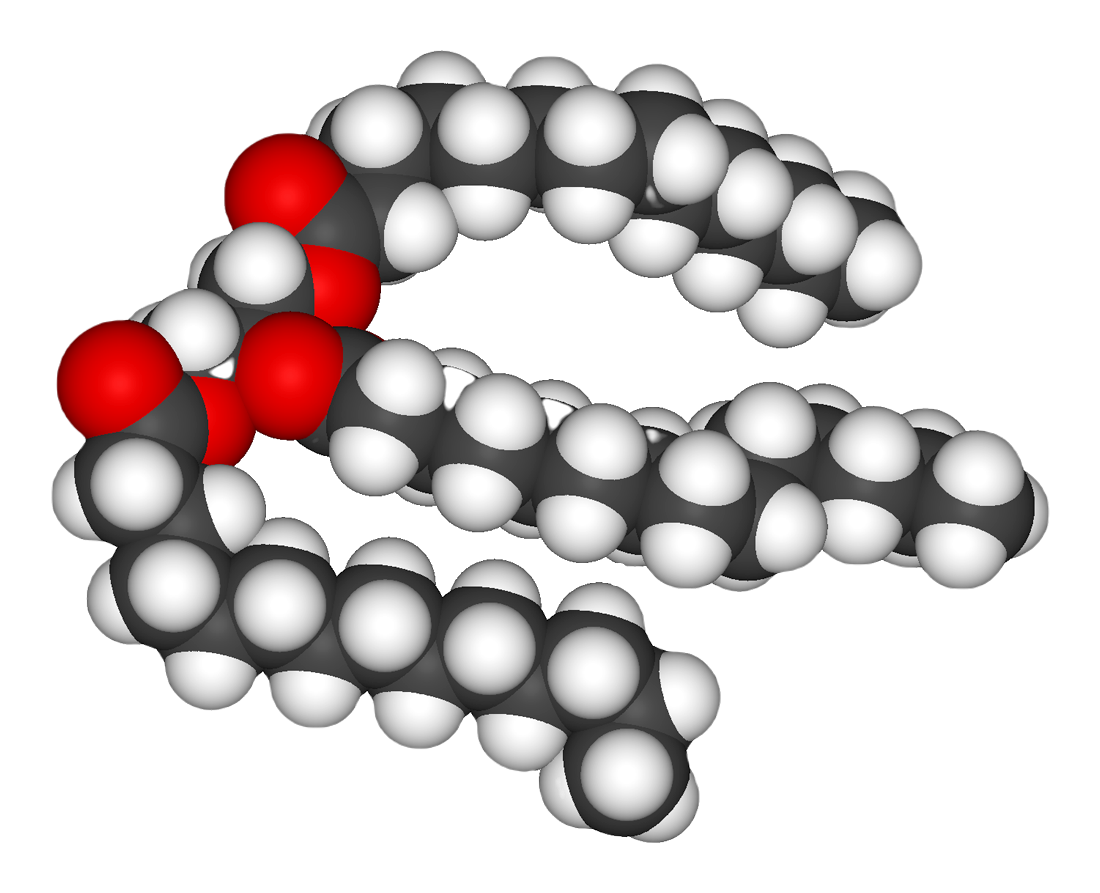
Triacylglycerol, en lipid.

De strukturer som djur, växter och mikroorganismer består av byggs upp av ett stort antal olika molekyler. Men man brukar dela in dem i klasser som har stora likheter inbördes. De tre största av dessa grupper är:
1. Aminosyror
2. Kolhydrater
3. Lipider (som också kan kallas för fetter)

Metabolismen består av processer som tillverkar de molekyler som cellens strukturer byggs upp av och processer för att dela upp molekyler så att cellen kan utvinna energi ur dem. De molekyler som sönderdelas för att ge energi kan komma direkt från födan eller tas från cellens egna strukturer. En del av de små molekyler som blir resultatet vid energiutvinning blir byggstenar som används av de uppbyggande processerna. 
Många viktiga biologiska molekyler byggs upp genom att ett stort antal små molekyler ur en ganska liten grupp fogas samman i långa rader. Ett ord för sådana sammansatta molekyler i allmänhet är polymer och de enkla beståndsdelarna kallas följdriktigt för monomerer. De viktigaste av polymererna är DNA och proteiner. Nedan följer en tabell med dessa och några till. 
| Molekyltyp  | Gemensamt namn för de monomerer som ingår | Gemensamt namn för polymerer av denna typ | Exempel på specifika polymerer av denna typ |
| ----------- | ----------------------------------------- | ----------------------------------------- | ------------------------------------------- |
| Aminosyra   | Aminosyra                                 | Protein, polypeptid                       | Fiberprotein, globulärt protein             |
| Kolhydrat   | Monosackarid                              | Polysackarid                              | Stärkelse, glykogen, cellulosa              |
| Nukleinsyra | Nukleotid                                 | Polynukleotid                             | DNA, RNA                                    |

### Aminosyror och proteiner
Proteiner består av aminosyror som är fästade i varandra i långa kedjor, varje aminosyra är fäst vid två andra, utom de i ändarna. Den bindning som bygger upp proteinerna kallas peptidbindning. Många av proteinerna är enzym, som katalyserar de kemiska processer som metabolismen består av.  Andra proteiner utgör den mekaniska stommen, cytoskelettet i cellen, eller har mekaniska funktioner. Proteiner är också viktiga som signalsubstanser för kommunikation mellan celler, som antikroppar i immunförsvaret, för att hålla ihop celler som utgör vävnad tillsammans och för att utföra aktiv transport av vissa molekyler mellan cellens insida och utsida över cellmembranet.

### Lipider
Lipider är en samlingsbeteckning för många olika molekyler. Deras viktigaste funktioner är som isolerande skikt i cellmembranet mellan cellens inre och ämnena utanför, och som energilager. Oftast definieras lipiderna som de biologiska molekyler som är hydrofoba eller amfipatiska och som kan lösas i organiska lösningsmedel (till exempel bensen). 
Fetterna är en stor grupp av lipider som består av fettsyror och glycerol. Triacylglycerol är en molekyl som kan bildas av tre fettsyreestrar som binds samman av en glycerolmolekyl.

### Kolhydrater

Glukos finns i två former, som en ring och som en linjär kedja.

Kolhydrater är kedjor i formen av aldehyder eller ketoner med många hydroxylgrupper. De kan vara enkelt linjära, hänga ihop i en ring, eller vara glest grenade. Kolhydraterna är de allra vanligaste molekylerna i den biologiska världen och de har många olika funktioner, till exempel lagring och transport av energi (stärkelse, glykogen) och att ge mekanisk stadga och form åt cellen (cellulosa i växter, kitin i många djur). De grundläggande byggstenarna för kolhydrater kallas monosackarider. Kolhydrater kan också kallas polysackarider. Den mest förekommande heter glukos, men det finns många andra varianter, till exempel galaktos och fruktos. Det stora antalet varianter av monosackarider och möjligheten att införa förgreningar gör att kolhydraterna förekommer i oerhört många varianter.

### Arvsmassan - nukleotider
Polymererna DNA och RNA är långa kedjor av nukleotider. Dessa molekyler innehåller och långtidslagrar all genetisk information i levande organismer. Den definierar vilka proteiner som ska bildas genom transkription följd av proteinsyntes. Informationen i DNA skyddas av särskilda reparationsmekanismer och mångfaldigas av replikationsprocessen. Ett fåtal virustyper, till exempel HIV,  långtidslagrar sin genetiska information i RNA. Dessa använder omvänd transkription för att skapa DNA utifrån sin RNA. 
Medan de flesta RNA-molekylerna används endast som specifikation för protein som ska tillverkas, finns ett relativt fåtal RNA-molekyler som används direkt som de är, till exempel i ribosomer. 

Koenzym As struktur. Den överförbara acetylgruppen är bunden till svavelatomen längst till vänster.

### Koenzym
Metabolismen innefattar ett mycket stort antal kemiska reaktioner. Men de flesta kan grupperas i någon av ett fåtal grundläggande reaktionstyper som överför en funktionell grupp mellan två molekyler. Denna gemensamma kemi gör att cellerna kan klara sig med förhållandevis få typer av överföringsmolekyler, som förmedlar funktionella grupper mellan olika reaktioner. De här överföringsmolekylerna kallas koenzym. Man brukar säga att de kemiska reaktioner som överför funktionella grupper med hjälp av samma koenzym hör till samma klass. Lägg märke till att koenzymet här utgör substrat för enzymerna. En del av enzymerna tillverkar koenzymet medan andra tar isär det igen. 
Adenosintrifosfat (ATP) är ett mycket viktigt koenzym. Det är helt dominerande i funktionen att överföra energi mellan olika processer. (Det är också en nukleotid.) Nästan alla processer i cellen som behöver energi får energin genom att ATP tillförs. Det gäller till exempel anaboliska processer och muskelarbete. ATP tillverkas av kataboliska processer. Vid varje given tidpunkt finns endast ett relativt fåtal ATP-molekyler. Men det förbrukas och återbildas i mycket hög takt. Under ett dygn producerar (och förbrukar) en människokropp ungefär sin egen vikt av ATP. ATP används också för att placera fosfatgrupper på olika molekyler (fosforylering). 

### Mineraler och kofaktorer

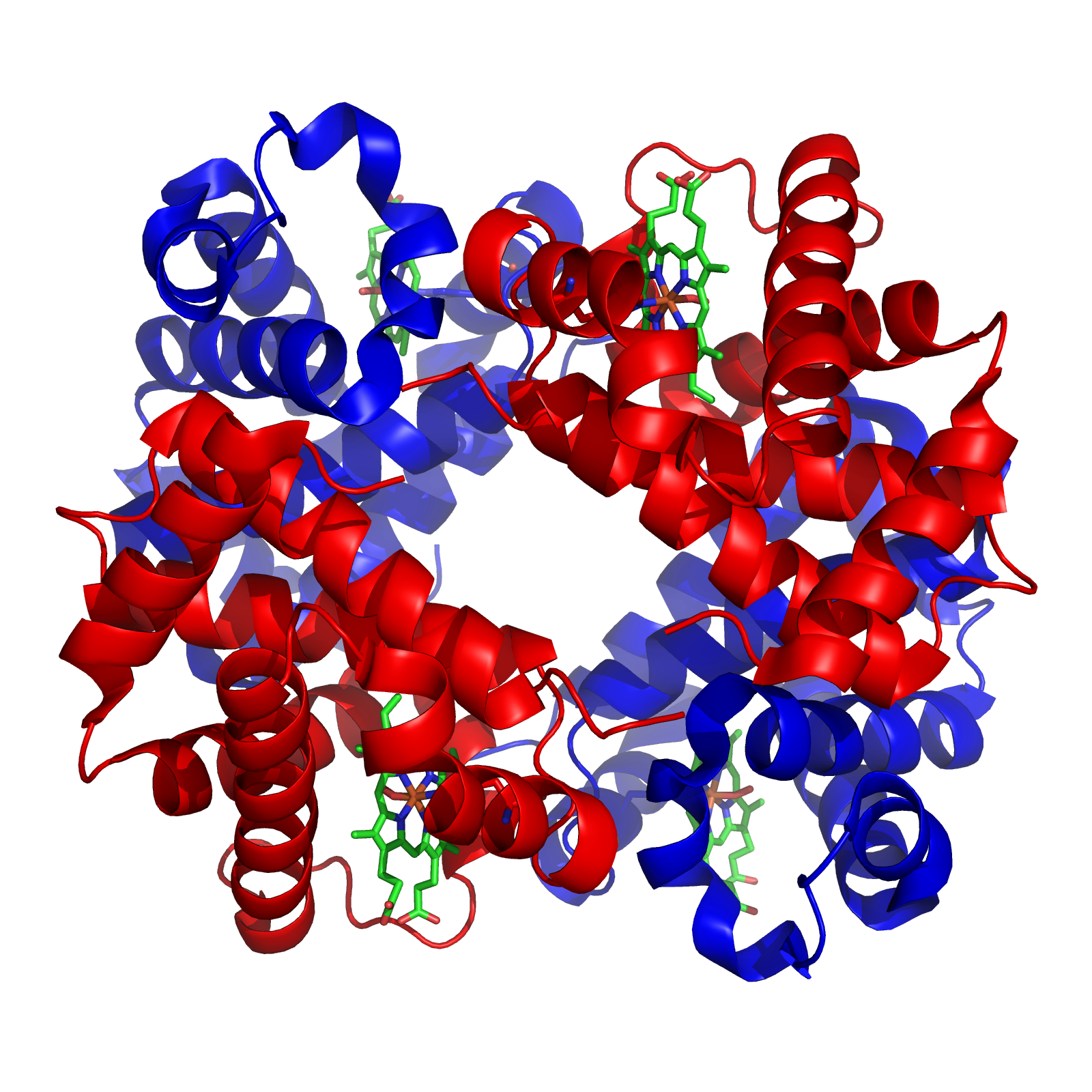
Proteinet hemoglobin, som innehåller fyra så kallade hemgrupper, färgade gröna i bilden. De innehåller järn och är nödvändiga för dess funktion att transportera syre.

Oorganiska ämnen har också viktiga funktioner i metabolismen. En del förekommer i stora mängder i cellen, till exempel natrium och kalium. Andra förekommer endast i mycket små koncentrationer, till exempel selen. I en däggdjurscell utgörs 99% av hela massan av grundämnena kol, kväve, kalcium, natrium, klor, kalium, väte, syre och svavel. De organiska molekylerna (proteiner, kolhydrater och lipider) innehåller huvuddelen av kolet och kvävet medan det mesta av syret och vätet finns i vattenmolekyler.  De oorganiska grundämnen som förekommer rikligt fungerar som joniska elektrolyter. De viktigaste jonerna är natrium, kalium, kalcium, magnesium, klor, fosfat och den organiska jonen bikarbonat. Cellerna upprätthåller precis rätt osmotiskt tryck och pH-skillnad över cellmembranet genom att reglera koncentrationerna av joner på insidan och utsidan. De gör det genom att aktivt transportera väl valda joner genom membranet. Jonerna är också viktiga för nervernas och musklernas funktion. Aktiviteten i dessa vävnader sätts igång när joner flödar snabbt över membrangränsen. Elektrolyterna kommer in i och lämnar cellen genom särskilda proteiner som ligger inbäddade i cellmembranet. 
Övergångsmetallerna i organismer finns oftast endast som spårämnen. Av dessa har zink och järn de högsta koncentrationerna. Dessa metaller samverkar med vissa proteiner som kofaktorer och är nödvändiga för dessa enzyms funktion. Exempel är katalas och det syre-transporterande proteinet hemoglobin. Dessa kofaktorer binds starkt, men inte kovalent till de proteiner de samverkar med. Under den process som kofaktorn deltar i kan det hända att den modifieras, men därefter återställs den alltid till sin normalform. Cellen har särskilda proteiner som lagrar och transporterar dessa ämnen, till exempel ferritin.

## Katabolism
Katabolism är de metaboliska processer som delar upp molekyler i mindre delar och därmed frigör energi. Här ingår de reaktioner som bryter ned och oxiderar födan. Syftet med de kataboliska reaktionerna är bland annat att förse de anaboliska reaktionerna med energi och byggstenar. Den lägsta formen av katabolism (nedbrytning) ger koldioxid och vatten som biprodukter.
De vanligaste kataboliska reaktionerna i djur kan delas in i tre steg. 
1. Stora organiska molekyler,  till exempel proteiner, polysackarider eller lipider sönderdelas till mindre beståndsdelar utanför cellen.
2. De mindre molekylerna tas in i cellen och delas upp i ännu mindre molekyler, vanligtvis acetyl-koenzym A, vilket frigör en ganska liten mängd energi.
3. Acetylgruppen i acetyl-koenzym A oxideras till vatten och koldioxid i citronsyracykeln och elektrontransportkedjan. Detta frigör den stora andelen energi, genom att reducerade vätebärare oxideras för att bilda ATP.

### Matspjälkning
Mycket stora molekyler, som stärkelse och proteiner, kan inte tas upp snabbt av cellerna. Så för att de ska kunna användas i cellens metabolism måste dessa molekyler först spjälkas, det vill säga delas upp i mindre delar. Flera vanligt förekommande klasser av enzym spjälkar dessa polymerer. Här ingår till exempel proteaser, som spjälkar proteiner till aminosyror, och glukosidhydrolaser, som spjälkar polysackarider till monosackarider.
Mikroorganismer och svampar utsöndrar helt enkelt de spjälkande enzymerna till sin omgivning, medan djur endast utsöndrar dessa enzymer från särskilda celler i matsmältningskanalen. De aminosyror och enkla sockermolekyler som på detta sätt blir tillgängliga pumpas därefter in i cellerna av särskilda transportproteiner som är fästade i cellmembranet.

### Utvinning av energi från organiska molekyler

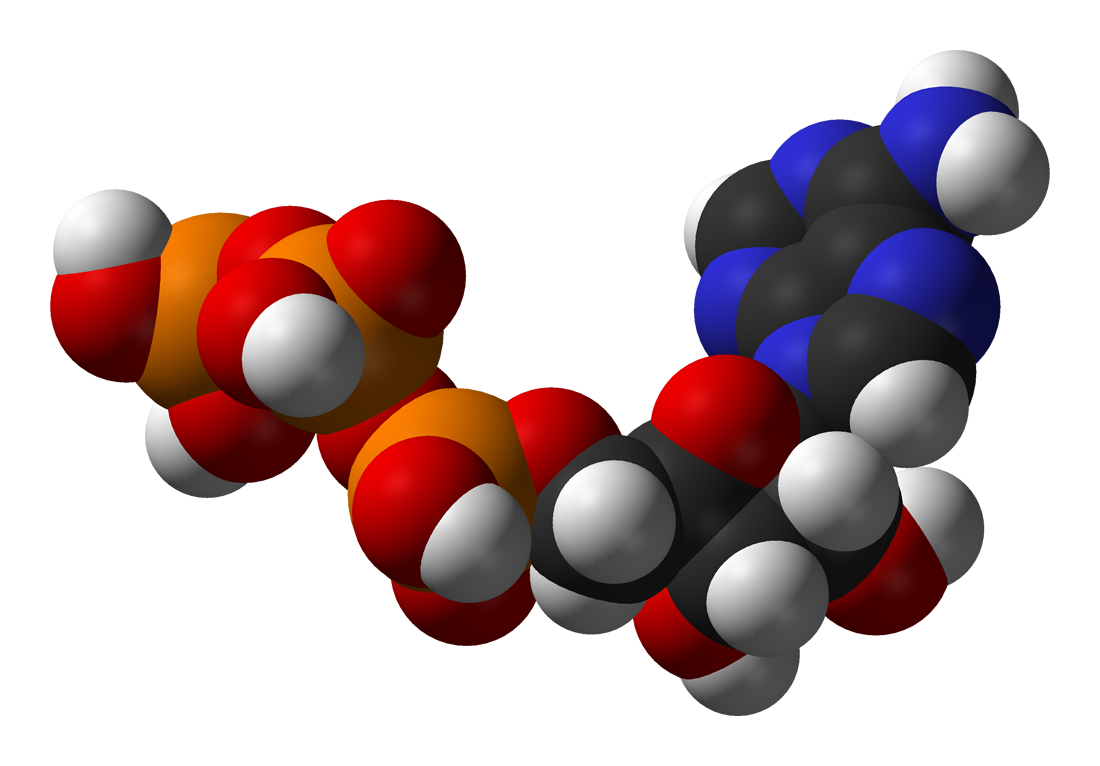
Molekylmodell av adenosintrifosfat, den allra vanligaste av de molekyler som bär energi mellan olika reaktioner.

Nedbrytandet av kolhydrater till mindre molekyler kallas kolhydratkatabolism. Vanligtvis tas kolhydrater in i cellerna i form av monosackarider, efter att de delats upp utanför cellen.
Huvudspåret för nedbrytningen inne i cellen är glykolys, där monosackarider, till exempel glukos, omvandlas till pyruvat samtidigt som ATP bildas. Pyruvat är ett mellansteg längs flera olika metaboliska vägar, men de flesta omvandlas till acetylkoenzym A och används därefter i citronsyracykeln. Citronsyracykeln är den i särklass största energiproducenten i de flesta eukaryota celler. En del av denna energi levereras i form av ATP. Men den viktigaste produkten är NADH, som tillverkas av NAD+ när acetylkoenzym A oxideras. Denna oxidation producerar också koldioxid, som cellen vanligtvis inte har någon användning för, utan återför till omgivningen. Under anaeroba förhållanden producerar glykolysen mjölksyra, genom att enzymet laktatdehydrogenas (LDH) återoxiderar NADH till NAD+, så att det kan återanvändas i glykolys. Med andra enzymer kan glukos brytas ned till pentoser, till exempel ribos, som är en komponent i DNA och RNA. 
Fetter kataboliseras genom hydrolys till fria fettsyror och glycerol. Glycerolen går vidare till glykolys och fettsyrorna bryts ner till acetylkoenzym A genom beta-oxidation. Acetylkoenzym A går sedan vidare till citronsyracykeln. Fettsyror ger mer energi vid oxidering än kolhydrater ger, för fettsyrorna innehåller mycket färre syreatomer.
Aminosyror kan användas antingen som byggstenar vid tillverkning av proteiner och en del andra biologiska molekyler eller som en energikälla genom att de oxideras till urea och koldioxid.  
En majoritet av aminosyrorna kan omvandlas till glukos, genom glukoneogenes.

## Energiomvandlingar

### Oxidativ fosforylering
Vid oxidativ fosforylering flyttas elektroner från molekylerna i maten till syre, via metaboliska omvandlingsvägar som citronsyracykeln. Den energi som då frigörs används till att tillverka ATP. I eukaryota celler utförs denna process av en uppsättning proteiner som befinner sig i och omkring det inre membranet i mitokondrierna. Dessa proteiner kallas elektrontransportkedjan. I prokaryoter sitter elektrontranportkedjan i ett inre membran. I båda fallen använder proteinerna den energi som frigjorts av att elektroner överförts från reducerade molekyler som NADH till syre, till att pumpa protoner genom cellmembranet. 
När protoner pumpas ut ur det inre av mitokondrien blir protonkoncentrationen lägre längst in och högre i det mellersta utrymmet. Man kallar detta för att det har uppstått en koncentrationsgradient. Gradienten gör att protoner tenderar att röra sig tillbaka till det inre. När enzymet ATPsyntas släpper tillbaka protoner till det inre kan det använda deras rörelse till att fosforylera (lägga till en fosfatgrupp till) en adenosindifosfat, och därmed tillverka en ATP.

### Utvinning av energi från ljus
Växter, vissa bakterier (till exempel vissa cyanobakterier)  och vissa protister (till exempel många euglena) kan utvinna energi ur ljus. Den här processen är ofta kopplad till en omvandling av koldioxid till organiska substanser, som en del av fotosyntesen, som kommenteras vidare längre ned i artikeln. I prokaryoter kan energiutvinningen och kolfixeringen arbeta helt åtskilda. 
Principerna för den process som växterna använder för att utvinna solenergi liknar oxidativ fosforylering. Båda processerna 
1. Lagrar energi i form av en skillnad i protonkoncentration över ett membran
2. Åstadkommer skillnaden i protonkoncentration genom att använda en elektrontransportkedja
3. Tillverkar ATP genom att använda protonkoncentrationsskillnaden

De elektroner som behövs för att driva elektrontransportkedjan kommer i fotosyntesen från ljusinsamlande proteinkomplex som kallas fotosyntetiska reaktionscentra. De brukar delas in i två huvudklasser som har delvis olika roller i elektrontransporten. De innehåller också något olika varianter av klorofyll som är känsliga för något olika ljusfrekvenser, 680 respektive 700 nanometer. Ibland benämns de enligt detta P680 respektive P700. 
I växter använder fotosystem II (P680) energin i fotoner till att ta bort elektroner från vattenmolekyler. Närmast som en bieffekt bildas då syremolekyler. Elektronerna passerar sedan ett cytokromkomplex som använder elektronens potentiella energi till att pumpa protoner genom tylakoidmembranet i kloroplasten. Dessa protoner kommer tillbaka genom membranet genom proteinkomplexet ATPsyntas och ger samtidigt den energi som behövs för att ATPsyntas ska kunna tillverka ATP.  Elektronerna rör sig sedan genom fotosystem I (P700). Observera att elektroner som kommer till fotosystem I, tidigare har varit i fotosystem II. I detta avseende kommer alltså fotosystem II före fotosystem I. I fotosystem I kan elektronen antingen användas till att reducera NADP+, som sedan används i Calvincykeln, eller återanvändas i ATP-tillverkningen.

## Anabolism
Anabolism är de metaboliska processer som gör molekyler större och bygger upp komplexa molekyler. För detta behövs ett tillskott av energi. De stora molekyler som celler och vävnader består av har vanligtvis byggts upp genom att cellen stegvis lagt till en liten molekyldel i taget. Man kan säga att anabolismen består av tre steg: 
1. Tillverkning av byggstenar, till exempel aminosyror, monosackarider och nukleotider.
2. Aktivering av en byggsten så att den blir kemiskt reaktiv. Detta innebär att den modifieras så att den får hög potentiell energi, till exempel genom att en fostatgrupp tillförs från en ATP-molekyl.
3. Byggstenen läggs till en stor molekyl som därmed blir ännu större, till exempel ett protein, en polysackarid eller en nukleinsyra.

En del organismer kan bygga upp alla sina molekyler från de enklaste och vanligaste molekylerna i omvärlden. Sådana organismer kallas autotrofa. Hit hör växterna, som förutom små mängder av några grundämnen använder koldioxid och vatten som utgångsmaterial för att bygga upp sina strukturer. Heterotrofa organismer, å andra sidan, behöver tillgång till komplexa molekyler utifrån, till exempel aminosyror och monosackarider, för att kunna bygga upp sina strukturer. Till denna senare grupp organismer hör människan.